# Alexandre Kompaneïets
Alexandre Solomonovitch Kompaneïets (russe : Александр Соломонович Компанеец), né le 4 janvier 1914 à Iekaterinoslav (aujourd'hui Dnipro en Ukraine) et mort le 19 août 1974 à Palanga, est un physicien soviétique ayant passé l'essentiel de sa vie à Moscou.

## Biographie
Étudiant à Kharkiv avec Lev Landau, il obtient un diplôme de candidat en 1936, puis le titre de docteur ès sciences en 1939.
Il est professeur à l'Institut de chimie physique de l'université d'État de Moscou de 1946 à sa mort.
Il a travaillé avec Iakov Zeldovitch et Isaac Pomerantchouk sur le programme d'armes nucléaires soviétique.
Il est connu pour ses travaux en astrophysique sur la diffusion Compton inverse d'électrons dans un champ de rayonnement intense (« comptonisation »).

## Ouvrages
- (en) A. S. Kompaneyets, Theoretical Physics, Dover Publications, 1962
- (en) A. Kompaneets et Ya. Zeldovich, Theory of Detonation, Academic Press, 1960
- (de) A. Kompaneec, Was ist Quantenmechanik ?, Akademische Verlagsgesellschaft, 1967
- (en) A. Kompaneec, Statistische Gesetze in der Physik, Teubner, 1972